# جيمي مكوي
جيمي مكوي (بالإنجليزية: Jamie McCoy)‏ هو لاعب كرة قدم أمريكية أمريكي، ولد في 21 يوليو 1987 في مدلاند في الولايات المتحدة.

## وصلات خارجية
- جيمي مكوي على موقع مرجع كرة القدم المحترفة.كوم (الإنجليزية)